# Пикторијализам
Пикторијализам је уметнички правац у фотографији који се јавио крајем 19. и почетком 20. века.

## Историја
Пикторијализам је појава која обухвата читав један век, од устоличења фотографије до почетка 20. века. Као такав прошао је кроз разне фазе. Како у самом корену те речи стоји пицто – слика, најпростије речено – то је претендовање да се фотографијом имитира сликарство. Уметници 19. века, већина оних који су имали сликарску прошлост, видели су у овом медију могућност да брже и детаљније насликају светлом оно што се сликало кистом вековима пре тога. Сасвим природна и логична тенденција при првом сусрету са иновацијом каква је била фотографија. Будући да је она технички гледано била комплексна, али савладива вештина – њоме се могло манипулисати и интервенисати ручно: комбиновањем негатива, гравуром, наношењем боја и текстуре итд, те се амбиција да она остане тактилна и мануелна попут сликарског потеза задржала колико и потреба да мотиви буду типично сликарски. Авет сликарства још дуго ће пратити креативно несигурну фотографију.

## Представници
У доба када су у Великој Британији популарне митолошке теме у сликарсву, када прерафаелити праве прву изложбу 1849. и провејавају слободније и мистичније представе религиозних мотива, интерпретација из книжевности и сцена из свакодневног живота, Оскар Густав Рејлендер 1857. прави колажирањем фотографију The Two Ways of Life, алудирајући на класично виђење врлине и распусништва, композицијски слично Рафаеловој Атинској школи.
Затим је ту сличан и Хенри Пич Робинзон „Fading Away“, алегоријски приказ живота и смрти, светла и таме, типично сликарска постава, готово да је можемо замислити у боји и на платну.
Јулија Маргарет Камерун била је домаћица из имућне породице, која је негде у четрдесетој години почела да се бави фотографијом као хобијем, и ушла је у историју као једна од првих која најављује оно уметничко у овом медију. У њеним делима се види јасан утицај хришћанске уметности и прерафаелита у избору мотива, али експерименти на које се одлучивала прилично су интригантни за 19. век. Њена деца – анђели скоро да су убедљиви као такви, блага неоштрина у неким плановима креира сањиву и, колико је то могуће, надреалну атмосферу. Још једна могућност апарата – дубинска оштрина, односно неоштрина, нешто потпуно страно пре фотографској ликовности.
Кларенс Худсон Вајт био је амерички фотограф, учитељ касније генерације познатих фотографа као што је Доротеа Ленг, члан многих уметничких друштава. Успешан човек свога доба, у једном писму пријатељу Алфреду Штиглицу написао је: „Одлучио сам да ће уметност у фотографији бити мој животни позив и спреман сам да водим једноставан живот са својом породицом и спроведем ову мисао у дело.”
Питер Хенри Емерсон био је писац и фотограф, један од „усамљених“ индивидуа које су упорно протестовале против ретушом приближавања фотографије слици. Пропагирао је фотографију као уметност која има сопствене квалитете изражавања, још увек неистражене, објављивао чланке о томе како треба користити могућности овог независног медија и презентовати стварност коју види људско око и на начин на који је види, без ликовних ефеката којима би она била ближа слици или графици. Године 1890. објавио је и саркастичан памфлет Смрт натурализма у фотографији, видевши распрострањеност пикторијалног приступа. У свом раду концентрисао се на призоре из свакодневнице, нешто попут Курбеа у сликарству, али их је прочишћавао од цртачких ефеката.
Гертруда Касебијер, снажна личност колико се могло наслутити у детаљима из њене биографије. Захваљујући доброј финансијској ситуацији коју јој је супруг пружио, почела је да похађа часове у уметничкој школи, што је било несхватљиво већини добро ситуираних жена из тог периода. Убрзо је развила интересовање за фотографију и сматрала је својим позивом, борила се за место жене у уметничком свету и у кратком временском периоду прославила се као одличан портретиста. Фотографисала је портрете пријатеља, познатих писаца и уметника, али су је фасцинирали староседеци Америке. Брак је чини несретном, а како развод у 19. веку није био пожељна опција, супруг и она су водили засебне животе. У међувремену је породица запала у кризу због мужевљеве болести, а она није желела да се одрекне фотографије. Покушавала је да уновчи свој таленат како би издржавала породицу и отишла у Њујорк, у агенцију за трговину фотографијом. На велико противљење тадашњег иделошки настројеног уметника и теоретичара Алфреда Штиглеца који је објављивао и пратио њене радове у чувеном Камера Ноутс часопису, она је ипак комерцијализовала своју фотографију и успела да постигне финансијску независност.

## Еволуција појавом "Кодака"
Година 1888. заувек је променила лице фотографије када је Џорџ Истмен направио прву аматерску „мини“ камеру – чувени кодак. Слоган под којим се она продавала гласио је „Ви притисните дугме, ми ћемо се побринути за све остало“.
Овим се готово обећавала лакоћа којом се може бавити фотографијом. Први пут се увидела конкретна разлика између аматеризма и професионализма. Пикторијалисти су остали при својим техникама, а популарност кодака коју му је омогућила ниска цена, једноставност при употреби и портабилност, ширила се као пожар. Почело је да се увиђа разлика између фотографа, но претежно у техничком смислу. Демистификовао се чин заробљавања слике, мотиви су постали свакодневни и другачији. Тек је у наредним годинама откривен прави потенцијал портабл камере и њен удео у промени визуелног размишљања.

## Галерија
- Rose O'Neill, ca.1907
- Parting of Sir Lancelot and Queen Guinevere (1874)
- Robinson's Fading Away (1858)
- The Two Ways of Life a moralistic photo montage of Rejlanders own work (1857)
- Реклама за Кодак камеру (1900)